# Mortes em junho de 2012
Mortes em 2012: ← Janeiro – Fevereiro – Março – Abril – Maio – Junho – Julho – Agosto – Setembro – Outubro – Novembro – Dezembro →
Esta é uma relação de pessoas notáveis que morreram durante o mês de junho de 2012, listando nome, país de origem, ocupação e ano de nascimento.

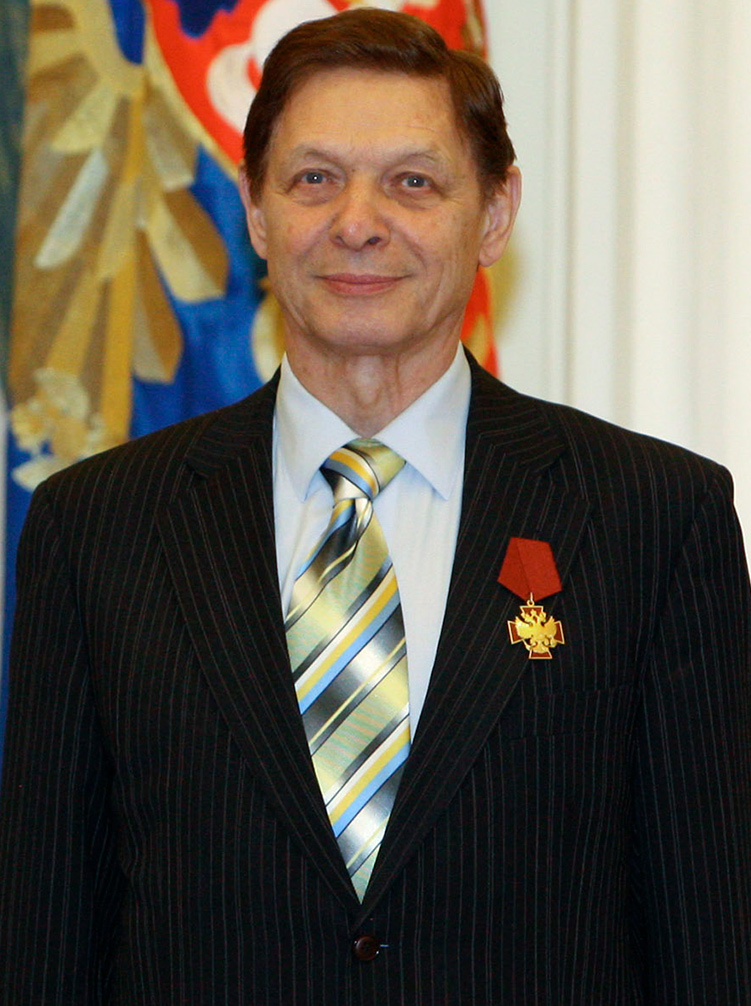
Eduard Khil, cantor russo.

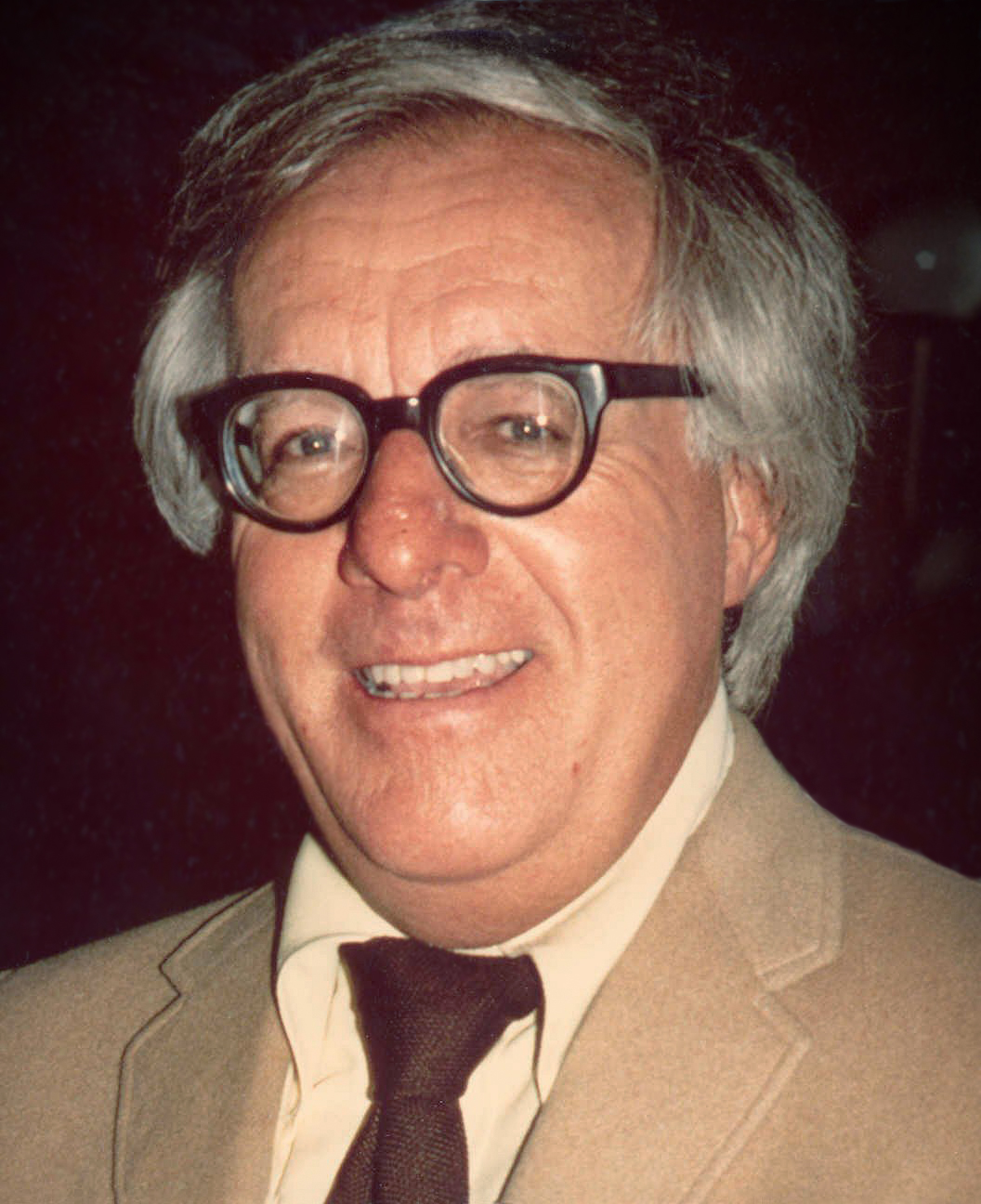
Ray Bradbury, escritor estadunidense.

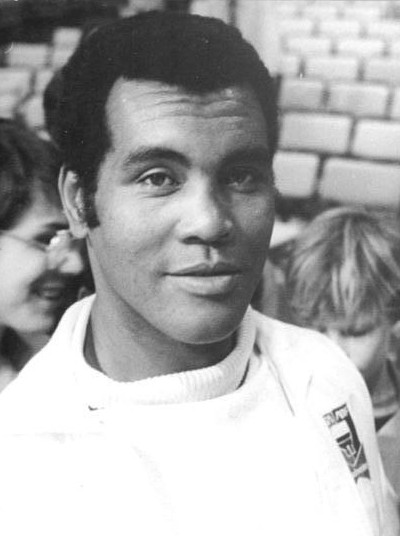
Teófilo Stevenson, pugilista cubano.

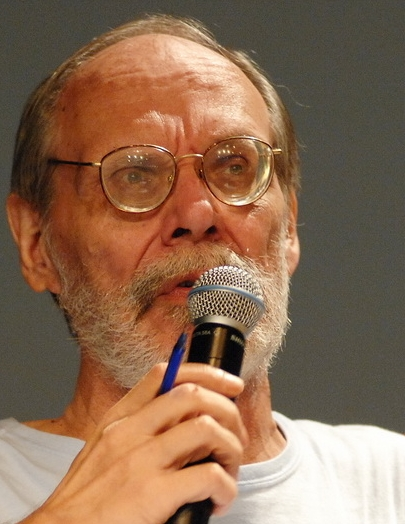
Carlos Reichenbach, cineasta brasileiro.

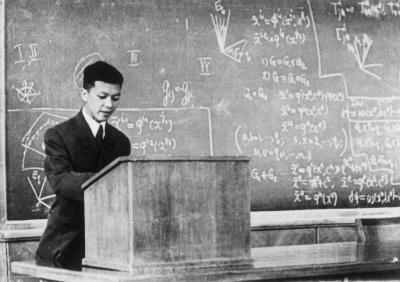
Gu Chaohao, matemático chinês.

| Dia | Nome                         | Profissão ou motivo de reconhecimento | País             | Ano de nasc. | Ref    |
| --- | ---------------------------- | ------------------------------------- | ---------------- | ------------ | ------ |
| 1   | Kathryn Joosten              | Atriz                                 | Estados Unidos   | 1939         | [ 1 ]  |
| 2   | LeRoy Ellis                  | Basquetebolista                       | Estados Unidos   | 1940         |        |
| 3   | Roy Salvadori                | Automobilista                         | Reino Unido      | 1922         | [ 2 ]  |
| 4   | Eduard Khil                  | Barítono                              | Rússia           | 1934         | [ 3 ]  |
| 4   | Rodolfo Quezada Toruño       | Religioso                             | Guatemala        | 1932         | [ 4 ]  |
| 6   | Ray Bradbury                 | Escritor                              | Estados Unidos   | 1920         | [ 5 ]  |
| 6   | Tomohito de Mikasa           | Príncipe                              | Japão            | 1946         | [ 6 ]  |
| 6   | Anna Maria Niemeyer          | Designer                              | Brasil           | 1930         | [ 7 ]  |
| 6   | Agostinho José Sartori       | Religioso                             | Brasil           | 1929         | [ 8 ]  |
| 6   | Vladimir Krutov              | Jogador de hóquei no gelo             | União Soviética  | 1960         | [ 8 ]  |
| 7   | Manuel Preciado              | Futebolista e treinador               | Espanha          | 1957         | [ 9 ]  |
| 7   | Bob Welch                    | Músico                                | Estados Unidos   | 1945         | [ 10 ] |
| 7   | Phillip Tobias               | Paleoantropólogo                      | África do Sul    | 1925         | [ 11 ] |
| 8   | Antônio Flávio Pierucci      | Sociólogo                             | Brasil           | 1945         | [ 12 ] |
| 8   | Ivan Lessa                   | Jornalista                            | Brasil           | 1935         | [ 13 ] |
| 10  | George Saitoti               | Político                              | Quênia           | 1945         | [ 14 ] |
| 10  | Maria Keil                   | Pintora                               | Portugal         | 1914         | [ 15 ] |
| 10  | Georges Mathieu              | Pintor                                | França           | 1921         | [ 16 ] |
| 11  | Ann Rutherford               | Atriz                                 | Canadá           | 1917         | [ 17 ] |
| 11  | Teófilo Stevenson            | Pugilista                             | Cuba             | 1951         | [ 18 ] |
| 12  | Elinor Ostrom                | Cientista política                    | Estados Unidos   | 1933         | [ 19 ] |
| 12  | Nicolino Limongi             | médico e poeta                        | Brasil           | 1916         | [ 20 ] |
| 12  | Manuel "Pahiño" Fernández    | Futebolista                           | Espanha          | 1923         | [ 21 ] |
| 12  | Henry Hill                   | Mafioso                               | Estados Unidos   | 1943         | [ 22 ] |
| 13  | Chiara Corbella Petrillo     | Laica                                 | Brasil           | 1984         | [ 23 ] |
| 13  | Luiz Gonzaga Bergonzini      | Religioso                             | Brasil           | 1935         | [ 24 ] |
| 14  | Carlos Reichenbach           | Cineasta                              | Brasil           | 1945         | [ 25 ] |
| 14  | Erik Rhodes                  | Ator pornográfico                     | Estados Unidos   | 1975         | [ 26 ] |
| 14  | Gitta Sereny                 | Escritora                             | Reino Unido      | 1921         |        |
| 15  | Albino Mamede Cleto          | Religioso                             | Portugal         | 1934         | [ 27 ] |
| 15  | William Standish Knowles     | Cientista                             | Estados Unidos   | 1917         |        |
| 16  | Enrica Beltrame Quattrocchi  | Enfermeira e educadora                | Itália           | 1914         | [ 28 ] |
| 16  | Nayef bin Abdul Aziz Al Saud | Príncipe                              | Arábia Saudita   | 1933         | [ 29 ] |
| 16  | Thierry Roland               | Jornalista                            | França           | 1937         | [ 30 ] |
| 17  | Chen Din Hwa                 | Empresário                            | China            | 1923         | [ 31 ] |
| 17  | Maria Lúcia Netto dos Santos | Política                              | Brasil           | 1953         | [ 32 ] |
| 17  | Rodney King                  | Taxista                               | Estados Unidos   | 1965         | [ 33 ] |
| 17  | Rosângela Maldonado          | Atriz                                 | Brasil           | 1928         | [ 34 ] |
| 18  | Alketas Panagoulias          | Futebolista e treinador               | Grécia           | 1934         | [ 35 ] |
| 18  | Luis Edgardo Mercado Jarrín  | Político e militar                    | Peru             | 1919         | [ 36 ] |
| 18  | Manuel Tainha                | Arquitecto                            | Portugal         | 1922         | [ 37 ] |
| 19  | Aloysio José Leal Penna      | Religioso                             | Brasil           | 1932         | [ 38 ] |
| 20  | LeRoy Neiman                 | Pintor                                | Estados Unidos   | 1920         | [ 39 ] |
| 20  | Ramaz Shengelia              | Futebolista                           | Geórgia          | 1956         | [ 40 ] |
| 21  | Joviano de Lima Júnior       | Religioso                             | Brasil           | 1942         | [ 41 ] |
| 21  | Mary Daniel                  | Atriz                                 | Brasil           | 1911         |        |
| 23  | Brigitte Engerer             | Pianista                              | França · Tunísia | 1952         | [ 42 ] |
| 23  | Alan McDonald                | Futebolista                           | Irlanda do Norte | 1963         | [ 43 ] |
| 24  | Gu Chaohao                   | Matemático                            | China            | 1926         | [ 44 ] |
| 24  | Miki Roqué                   | Futebolista                           | Espanha          | 1988         | [ 45 ] |
| 26  | Nora Ephron                  | Cineasta                              | Estados Unidos   | 1941         | [ 46 ] |
| 29  | Carlos Carvalheiro           | Futebolista                           | Brasil           | 1931         | [ 47 ] |
| 30  | Luís Vieira Caldas           | Atleta e árbitro olímpico             | Portugal         | 1926         | [ 48 ] |
| 30  | Yitzhak Shamir               | Político                              | Israel           | 1915         | [ 49 ] |